# Jetblast-arrest

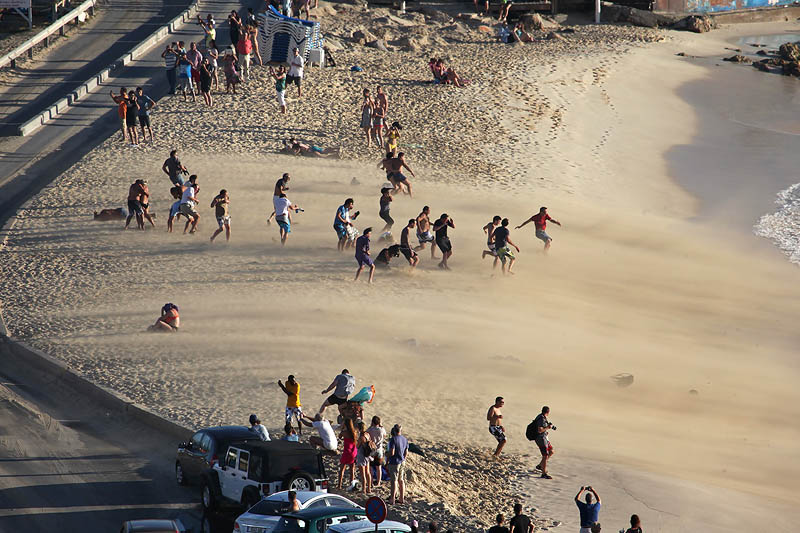
Jetblast op Maho Beach, 2013

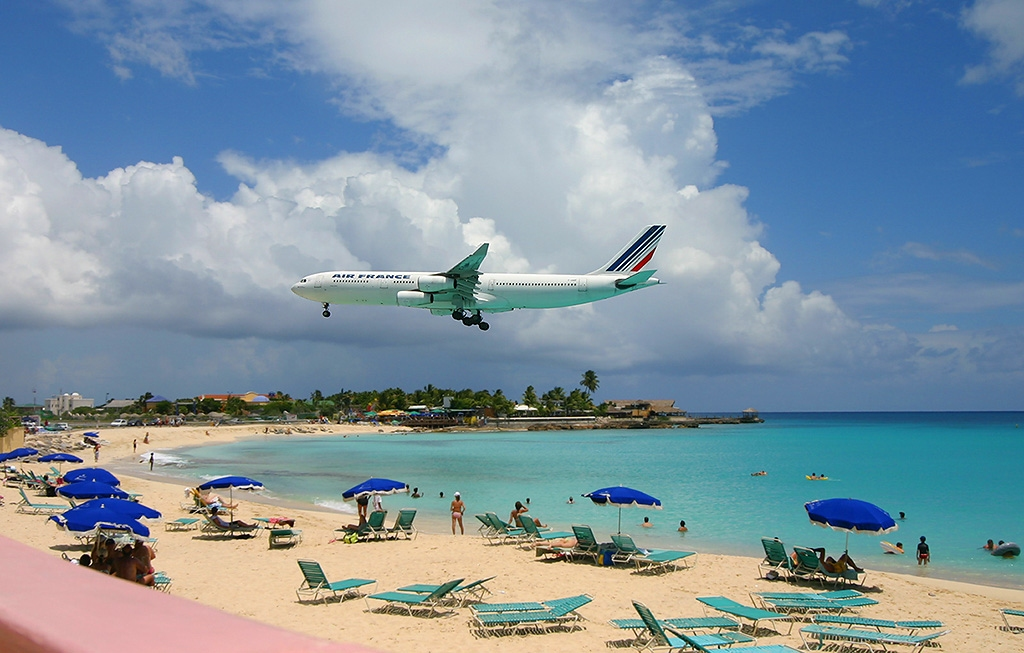
Airbus A340-313X, Air France, Maho Beach

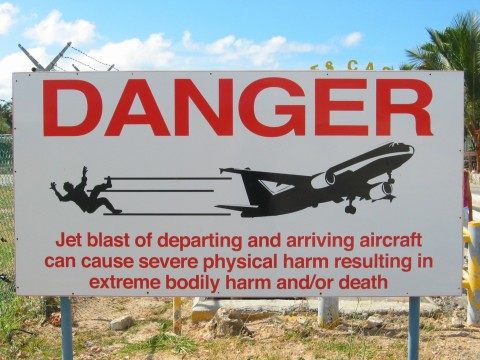
Waarschuwingsbord anno 2007

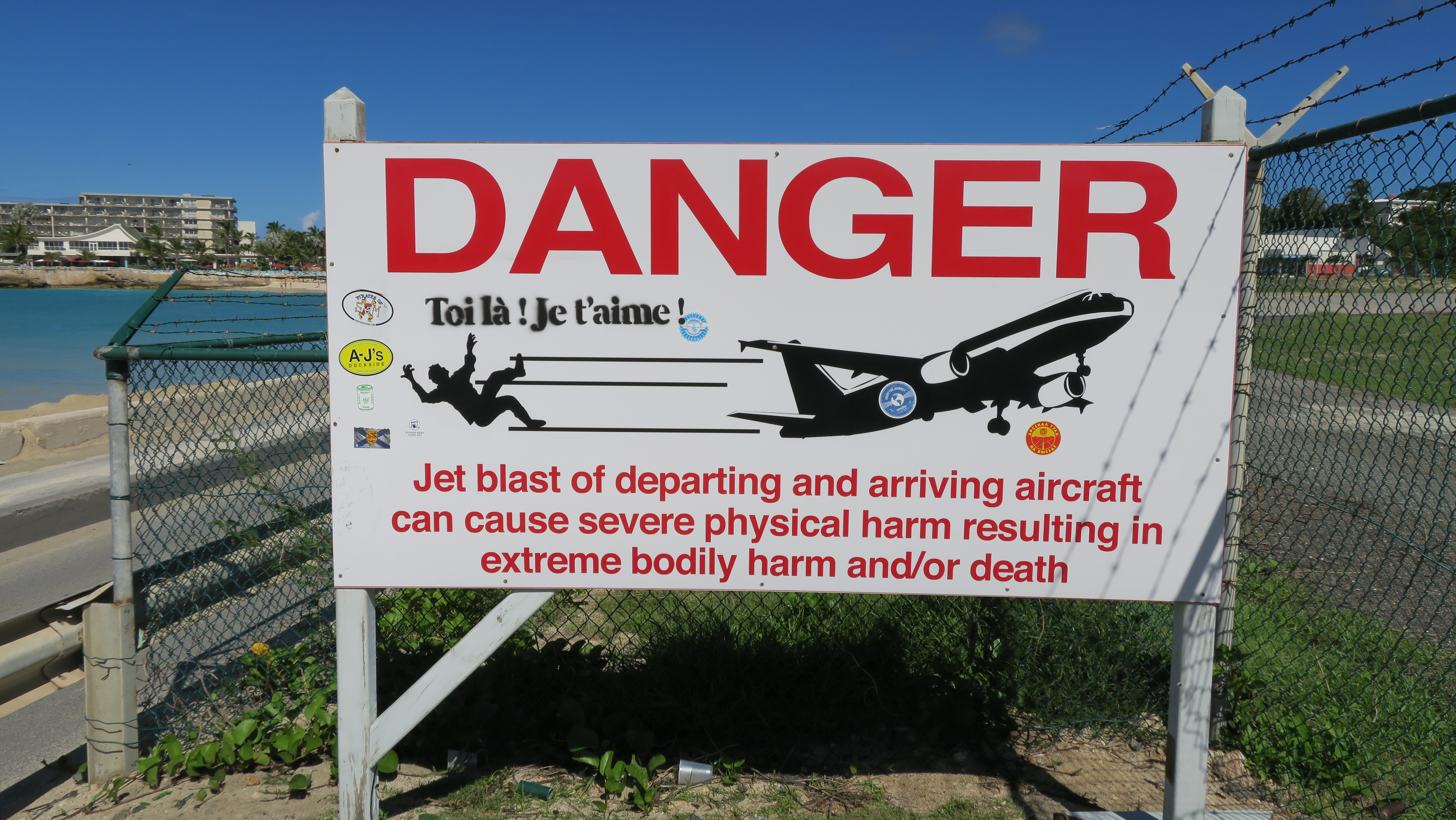
Waarschuwingsbord anno 2015

Het jetblast-arrest (HR 28 mei 2004, ECLI:NL:HR:2004:AO4224; NJ 2005/105 m. nt. C.J.H. Brunner), ook bekend als Hartmann/Princess Juliana IA, en Hartmann/PJIA is een arrest van de Nederlandse Hoge Raad, dat betrekking heeft op aansprakelijkheid uit onrechtmatige daad in verband met waarschuwingsplicht.

## Samenvatting
Hartmann staat als toerist aan het hek van het vliegveld Princess Juliana International Airport bij Maho Beach op Sint Maarten naar de vliegtuigen te kijken. Ondanks een waarschuwingsbord staan er wel meer toeristen en vliegtuigspotters. Als een Boeing 747 de straalmotoren wijd open zet, wordt Hartmann door een "jetblast" een paar meter naar achteren tegen de rotsen geworpen. De Hoge Raad introduceert een nieuwe maatstaf: hij acht (mede) van doorslaggevende betekenis of te verwachten valt dat het plaatsen van de borden leidt tot een handelen of nalaten waardoor het gevaar wordt vermeden. Het gaat niet om een feitelijk oordeel, maar een normatief oordeel. De vraag is dus of de borden normaliter effectief zouden moeten zijn. De HR oordeelt op grond van de feitelijke vaststellingen door het hof over het bord, dat het hof niet voldoende heeft gemotiveerd dat aan de maatstaf is voldaan. De borden waren namelijk niet bijster concreet.

## Casus
Het vliegveld Princess Juliana International Airport op het eiland Sint Maarten waarschuwt met waarschuwingsborden voor een zgn. jetblast. De tekst luidt:

Warning! Low flying and departing aircraft blast can cause physical injury
(Nederlandse vertaling: Waarschuwing! De sterke luchtstroom van laagvliegende en vertrekkende vliegtuigen kan lichamelijk letsel veroorzaken.)

Hartmann uit Zwitserland is als toeriste op Sint Maarten. Op 6 mei 2000 staat ze op Maho Beach achter een hek van het vliegveld te kijken naar de vliegtuigen. Als een Boeing 747 van Air France de straalmotoren wijd open zet om te gaan opstijgen, wordt Hartmann door een jetblast een paar meter naar achteren op de rotsen van het strand geworpen,
met letsel en een shock tot gevolg.

## Rechtsvraag
Is het plaatsen van deze borden voldoende om schuldaansprakelijkheid uit te sluiten?

## Procesgang
Hartmann stelt de luchthaven aansprakelijk omdat die er onvoldoende in zou zijn geslaagd om een veilige omgeving te scheppen. De vordering van Hartmann is door het gerecht in eerste aanleg (van de Nederlandse Antillen) afgewezen. Dit vonnis is in hoger beroep door het Gemeenschappelijk Hof bekrachtigd. Hartmann heeft cassatie ingesteld bij de Nederlandse Hoge Raad. Het cassatieberoep is gehonoreerd en het geding is voor verdere behandeling terugverwezen naar het hof.

## Hoge Raad
De Hoge Raad overwoog:

3.4.1

Onderdeel 2 [van het middel] bestrijdt (...) het oordeel van het hof (...) dat het plaatsen van waarschuwingsborden
in het onderhavige geval een afdoende maatregel is.

Met het oog op de beoordeling van deze klachten moet worden vooropgesteld dat bij de beantwoording van de vraag
of aan iemand die een situatie in het leven roept of laat voortbestaan die voor anderen bij niet-inachtneming van de vereiste
oplettendheid en voorzichtigheid gevaarlijk is, de eis kan worden gesteld dat hij met het oog daarop bepaalde
veiligheidsmaatregelen neemt – en of derhalve het achterwege laten van die maatregelen in strijd is met de zorgvuldigheid
die in het maatschappelijk verkeer betaamt ten aanzien van eens anders persoon of goed – moet worden gelet niet alleen op de
mate van waarschijnlijkheid waarmee de niet-inachtneming van de vereiste oplettendheid en voorzichtigheid kan worden verwacht,
maar ook op de hoegrootheid van de kans dat daaruit ongevallen ontstaan, op de ernst die de gevolgen daarvan kunnen hebben,
en op de mate van bezwaarlijkheid van te nemen veiligheidsmaatregelen (vgl. HR 5 november 1965, NJ 1966, 136).

Tegen de achtergrond van deze maatstaf overweegt de Hoge Raad omtrent de afzonderlijke klachten als volgt.

3.4.2

(...) Uit het door het hof in rov. 4.6 gehanteerde uitgangspunt (...) volgt dat degene die de zorg heeft voor een terrein,
onder de daar omschreven omstandigheden onrechtmatig handelt ook jegens degenen die zich niet op dit terrein bevinden
maar in de directe nabijheid daarvan op een plaats waartoe een op het terrein voorkomend gevaar zich uitstrekt,
indien hij nalaat afdoende maatregelen te nemen. (...)

3.4.3

(...) Voor het antwoord op de vraag of een waarschuwing kan worden beschouwd als een afdoende maatregel met het oog op bescherming tegen een bepaald gevaar, is van doorslaggevende betekenis of te verwachten valt dat deze waarschuwing zal leiden tot een handelen of nalaten waardoor dit gevaar wordt vermeden. (...)

## Relevantie
- Deze ene volzin in r.o. 3.4.3 vormt de kern van het arrest.
- Dit is een uitbreiding op de criteria van het Kelderluik-arrest, die in r.o. 3.4.1 worden opgesomd.
- Het arrest geeft een vernieuwing van de maatstaf ter beoordeling van de vraag, wanneer in een gevaarzettende situatie een waarschuwing afdoende is.